# Order „Macierzyńska sława”
Order „Macierzyńska sława” (ros. Орден «Материнская слава») – radziecki order cywilny ustanowiony dla nagradzania wielodzietnych matek.
Order został ustanowiony dekretem Rady Najwyższej ZSRR z 8 lipca 1944 roku. Statut orderu i jego opis został ustalony dekretem Rady Najwyższej z dnia 18 sierpnia 1944 roku. Dekret ten został zmieniony i uzupełniony trzykrotnie w dniach 16 grudnia 1947, 28 maja 1973 i 28 maja 1980 roku.
Order Macierzyńskiej Sławy został ustanowiony równocześnie z Orderem Matka-bohater i Medalem Macierzyństwa i zajmował miejsce pomiędzy nimi.

## Zasady nadawania
Order został ustanowiony dla nagradzania matek. Posiadał trzy klasy:
- I klasa – dla matek, które urodziły i wychowały dziewięcioro dzieci
- II klasa – dla matek, które urodziły i wychowały ośmioro dzieci
- III klasa – dla matek, które urodziły i wychowały siedmioro dzieci

Order przysługiwał, gdy najmłodsze z dzieci osiągnęło wiek 1 roku, a równocześnie pozostałe dzieci żyły.
Order przysługiwał także matkom:
- które wychowywały dzieci przybrane na mocy prawa (adoptowane, przysposobione)
- do liczby dzieci zaliczano także dzieci, które zginęły lub zaginęły w czasie wojny w obronie ZSRR, zginęły w czasie służby wojskowej lub podczas wykonywania obowiązków służbowych przy ratowaniu życia, socjalistycznego mienia, obrony państwa socjalistycznego, zmarły w wyniku obrażeń doznanych w trakcie wykonywania wyżej wymienionych obowiązków lub w wyniku urazów i chorób zawodowych.

Pierwsze nadanie miało miejsce na podstawie dekretu Rady Najwyższej ZSRR z dnia 6 grudnia 1944 roku, nagrodzono wtedy 21 kobiety orderem I klasy, 26 orderem II klasy i 27 orderem III klasy.
Łącznie nadano ponad 5,6 mln orderów wszystkich klas.

## Opis odznaki
Odznakę stanowi owalny krążek o wysokości 36 mm i szerokości 29 mm wykonany ze srebra.
Na awersie w górnej części znajduje się flaga na której jest napis МАТЕРИНСКАЯ СЛАВА (pol. Macierzyńska Sława) i cyfra rzymska w zależności od klasy. Po prawej stronie postaci matki z dzieckiem na ręku, drugą ręką opiera się o tarczę na górze której znajduje się gwiazda, w środku tarczy napis CCCP (pol. ZSRR), a na dole sierp i młot. Poniżej postaci bukiet róż, a na obrzeżu liście.
W zależności od klasy, niektóre elementy pokryte są emalią oraz złocone lub patynowane.
W odznace I klasy flaga pokryta jest czerwoną emalią, podobnie gwiazda na tarczy, będąca odrębnym elementem, przynitowanym do orderu. Tarcza jest pokryta białą emalią. Napisy są złocone, podobnie obrzeże flagi oraz liście u dołu odznaki. Pod napisem МАТЕРИНСКАЯ СЛАВА cyfra rzymska I.
W odznace II klasy flaga pokryta jest niebieską emalią. Tarcza jest pokryta białą emalią. Gwiazda na tarczy, również będąca odrębnym elementem, przynitowanym do orderu, jest pokryta emalią czerwoną. Napisy, obrzeże flagi oraz tarczy są złocone, liście u dołu odznaki nie. Pod napisem МАТЕРИНСКАЯ СЛАВА cyfra rzymska II.
W odznace III klasy nie ma emalii ani złocenia, wszystkie elementy są patynowane. Gwiazda na tarczy jest wytłoczona razem z orderem. Pod napisem МАТЕРИНСКАЯ СЛАВА cyfra rzymska III.
Rewers odznaki jest gładki. Jest na nim sygnatura mennicy (z wyjątkiem pierwszych serii orderów) oraz numer orderu. W przypadku I i II klasy widoczny jest nit mocujący gwiazdę.
Order zawieszony był na mosiężnej blaszce stylizowanej w kształt kokardy, różniącej się pokryciem w zależności od klasy. I tak:
- I klasa – pokrytej emalią, dwa białe paski po bokach i jeden błękitny w środku, elementy niepokryte emalią złocone;
- II klasa – pokrytej emalią, dwa błękitne paski po bokach i jeden biały w środku, elementy niepokryte emalią srebrzone;
- III klasa – pokrytej emalią, paski kolejno w kolorach: błękitnym, białym, błękitnym, białym i błękitnym, elementy niepokryte emalią srebrzone.

Order nie posiada baretki, noszony był tylko w pełnej wersji.